# Bóng ném tại Thế vận hội Mùa hè 2016
Môn bóng ném tại Thế vận hội Mùa hè 2016 tại Rio de Janeiro diễn ra từ ngày 6 tới 21 tháng 8 tại Future Arena ở Barra Olympic Park.

## Nội dung
Có hai nội dung được trao huy chương:
- Bóng ném nam (12 đội)
- Bóng ném nữ (12 đội)

## Vòng loại
Mỗi Ủy ban Olympic Quốc gia có thể có một đội nam và một đội nữ tham dự giải đấu.

### Vòng loại nam
| Vòng loại                     | Thời gian                    | Chủ nhà    | Suất tham dự | Các đội   |
| ----------------------------- | ---------------------------- | ---------- | ------------ | --------- |
| Chủ nhà                       | 2 tháng 10, 2009             | Copenhagen | 1            | Brasil    |
| Giải vô địch thế giới 2015    | 15 tháng 1 – 1 tháng 2, 2015 | Qatar      | 1            | Pháp      |
| Đại hội thể thao Liên Mỹ 2015 | 16–25 tháng 7, 2015          | Toronto    | 1            | Argentina |
| Vòng loại châu Á 2015         | 14–27 tháng 11, 2015         | Doha       | 1            | Qatar     |
| Giải vô địch châu Âu 2016     | 15–31 tháng 1, 2016          | Ba Lan     | 1            | Đức       |
| Giải vô địch châu Phi 2016    | 21–30 tháng 1, 2016          | Cairo      | 1            | Ai Cập    |
| Vòng loại Olympic 2016        | 8–10 tháng 4, 2016           | Gdańsk     | 2            | Ba Lan    |
| Vòng loại Olympic 2016        | 8–10 tháng 4, 2016           | Gdańsk     | 2            | Tunisia   |
| Vòng loại Olympic 2016        | 8–10 tháng 4, 2016           | Malmö      | 2            | Slovenia  |
| Vòng loại Olympic 2016        | 8–10 tháng 4, 2016           | Malmö      | 2            | Thụy Điển |
| Vòng loại Olympic 2016        | 8–10 tháng 4, 2016           | Herning    | 2            | Đan Mạch  |
| Vòng loại Olympic 2016        | 8–10 tháng 4, 2016           | Herning    | 2            | Croatia   |
| Tổng                          | Tổng                         | Tổng       | 12           |           |

### Vòng loại nữ
| Vòng loại                     | Thời gian            | Chủ nhà    | Suất tham dự | Các đội        |
| ----------------------------- | -------------------- | ---------- | ------------ | -------------- |
| Chủ nhà                       | 2 tháng 10, 2009     | Copenhagen | 1            | Brasil         |
| Giải vô địch châu Âu 2014     | 7–21 tháng 12, 2014  | nhiều nơi  | 1            | Tây Ban Nha[1] |
| Vòng loại châu Phi 2015       | 19–21 tháng 3, 2015  | Luanda     | 1            | Angola         |
| Đại hội thể thao Liên Mỹ 2015 | 15–24 tháng 7, 2015  | Toronto    | 1            | Argentina      |
| Vòng loại châu Á 2015         | 20–25 tháng 10, 2015 | Nagoya     | 1            | Hàn Quốc       |
| Giải vô địch thế giới 2015    | 5–20 tháng 12, 2015  | Đan Mạch   | 1            | Na Uy          |
| Vòng loại Olympic 2016        | 18–20 tháng 3, 2016  | Metz       | 2            | Hà Lan         |
| Vòng loại Olympic 2016        | 18–20 tháng 3, 2016  | Metz       | 2            | Pháp           |
| Vòng loại Olympic 2016        | 18–20 tháng 3, 2016  | Aarhus     | 2            | România        |
| Vòng loại Olympic 2016        | 18–20 tháng 3, 2016  | Aarhus     | 2            | Montenegro     |
| Vòng loại Olympic 2016        | 18–20 tháng 3, 2016  | Astrakhan  | 2            | Nga            |
| Vòng loại Olympic 2016        | 18–20 tháng 3, 2016  | Astrakhan  | 2            | Thụy Điển      |
| Tổng                          | Tổng                 | Tổng       | 12           |                |

^ 1. Vì Na Uy đã giành vé dự Thế vận hội nhờ vô địch thế giới 2015 nên suất còn lại của giải vô địch châu Âu được trao cho Tây Ban Nha.

## Bốc thăm
Lễ bốc thắm diễn ra vào ngày 29 tháng 4 năm 2016.

## Nam
Giải đấu sẽ gồm hai giai đoạn; vòng bảng rồi vòng loại trực tiếp.

### Vòng bảng
Các đội sẽ được chia làm hai bảng mỗi bảng sáu đội, thi đấu vòng tròn một lượt. Hai điểm cho một trận thắng, một điểm cho một trận hòa. Bốn đội dẫn đầu mỗi bảng sẽ lọt vào tứ kết.

#### Bảng A
| VT | Đội       | ST | T | H | B | BT  | BB  | HS  | Đ | Giành quyền tham dự |
| -- | --------- | -- | - | - | - | --- | --- | --- | - | ------------------- |
| 1  | Croatia   | 5  | 4 | 0 | 1 | 147 | 134 | +13 | 8 | Tứ kết              |
| 2  | Pháp      | 5  | 4 | 0 | 1 | 152 | 126 | +26 | 8 | Tứ kết              |
| 3  | Đan Mạch  | 5  | 3 | 0 | 2 | 136 | 127 | +9  | 6 | Tứ kết              |
| 4  | Qatar     | 5  | 2 | 1 | 2 | 122 | 127 | −5  | 5 | Tứ kết              |
| 5  | Argentina | 5  | 1 | 0 | 4 | 110 | 126 | −16 | 2 |                     |
| 6  | Tunisia   | 5  | 0 | 1 | 4 | 118 | 145 | −27 | 1 |                     |

1. 1 2  Croatia 29–28 Pháp

#### Bảng B
| VT | Đội        | ST | T | H | B | BT  | BB  | HS  | Đ | Giành quyền tham dự |
| -- | ---------- | -- | - | - | - | --- | --- | --- | - | ------------------- |
| 1  | Đức        | 5  | 4 | 0 | 1 | 153 | 141 | +12 | 8 | Tứ kết              |
| 2  | Slovenia   | 5  | 4 | 0 | 1 | 137 | 126 | +11 | 8 | Tứ kết              |
| 3  | Brasil (H) | 5  | 2 | 1 | 2 | 141 | 150 | −9  | 5 | Tứ kết              |
| 4  | Ba Lan     | 5  | 2 | 0 | 3 | 139 | 140 | −1  | 4 | Tứ kết              |
| 5  | Ai Cập     | 5  | 1 | 1 | 3 | 129 | 143 | −14 | 3 |                     |
| 6  | Thụy Điển  | 5  | 1 | 0 | 4 | 132 | 131 | +1  | 2 |                     |

1. 1 2  Slovenia 25–28 Đức

### Vòng loại trực tiếp
|  | Tứ kết     | Tứ kết        |            |    | Bán kết               | Bán kết               |  |  | Tranh huy chương vàng | Tranh huy chương vàng |
|  |            |               |            |    |                       |                       |  |  |                       |                       |
|  | 17 tháng 8 |               |            |    |                       |                       |  |  |                       |                       |
|  |            |               |            |    |                       |                       |  |  |                       |                       |
|  | Croatia    | 27            |            |    |                       |                       |  |  |                       |                       |
|  | Croatia    | 27            | 19 tháng 8 |    |                       |                       |  |  |                       |                       |
|  | Ba Lan     | 30            |            |    |                       |                       |  |  |                       |                       |
|  | Ba Lan     | 30            | Ba Lan     | 28 |                       |                       |  |  |                       |                       |
|  | 17 tháng 8 |               | Ba Lan     | 28 |                       |                       |  |  |                       |                       |
|  |            | Đan Mạch (OT) | 29         |    |                       |                       |  |  |                       |                       |
|  | Đan Mạch   | Đan Mạch (OT) | 29         | 37 |                       |                       |  |  |                       |                       |
|  | Đan Mạch   |               | 21 tháng 8 | 37 |                       |                       |  |  |                       |                       |
|  | Slovenia   | 30            |            |    |                       |                       |  |  |                       |                       |
|  | Slovenia   | 30            | Đan Mạch   | 28 |                       |                       |  |  |                       |                       |
|  | 17 tháng 8 |               | Đan Mạch   | 28 |                       |                       |  |  |                       |                       |
|  |            | Pháp          | 26         |    |                       |                       |  |  |                       |                       |
|  | Brasil     | Pháp          | 26         | 27 |                       |                       |  |  |                       |                       |
|  | Brasil     | 19 tháng 8    |            | 27 |                       |                       |  |  |                       |                       |
|  | Pháp       | 34            |            |    |                       |                       |  |  |                       |                       |
|  | Pháp       | 34            | Pháp       | 29 |                       |                       |  |  |                       |                       |
|  | 17 tháng 8 |               | Pháp       | 29 |                       |                       |  |  |                       |                       |
|  |            | Đức           | 28         |    | Tranh huy chương đồng | Tranh huy chương đồng |  |  |                       |                       |
|  | Đức        | Đức           | 28         | 34 | Tranh huy chương đồng | Tranh huy chương đồng |  |  |                       |                       |
|  | Đức        |               | 21 tháng 8 | 34 |                       |                       |  |  |                       |                       |
|  | Qatar      | 22            |            |    |                       |                       |  |  |                       |                       |
|  | Qatar      | 22            | Ba Lan     | 25 |                       |                       |  |  |                       |                       |
|  |            |               |            |    |                       |                       |  |  |                       |                       |
|  | Đức        | 31            |            |    |                       |                       |  |  |                       |                       |
|  | Đức        | 31            |            |    |                       |                       |  |  |                       |                       |

## Nữ
Giải đấu sẽ gồm hai giai đoạn; vòng bảng rồi vòng loại trực tiếp.

### Vòng bảng
Các đội sẽ được chia làm hai bảng mỗi bảng sáu đội, thi đấu vòng tròn một lượt. Hai điểm cho một trận thắng, một điểm cho một trận hòa. Bốn đội dẫn đầu mỗi bảng sẽ lọt vào tứ kết.

#### Bảng A
| VT | Đội         | ST | T | H | B | BT  | BB  | HS  | Đ | Giành quyền tham dự |
| -- | ----------- | -- | - | - | - | --- | --- | --- | - | ------------------- |
| 1  | Brasil (H)  | 5  | 4 | 0 | 1 | 138 | 107 | +31 | 8 | Tứ kết              |
| 2  | Na Uy       | 5  | 4 | 0 | 1 | 141 | 121 | +20 | 8 | Tứ kết              |
| 3  | Tây Ban Nha | 5  | 3 | 0 | 2 | 125 | 116 | +9  | 6 | Tứ kết              |
| 4  | Angola      | 5  | 2 | 0 | 3 | 116 | 128 | −12 | 4 | Tứ kết              |
| 5  | România     | 5  | 2 | 0 | 3 | 108 | 119 | −11 | 4 |                     |
| 6  | Montenegro  | 5  | 0 | 0 | 5 | 107 | 134 | −27 | 0 |                     |

#### Bảng B
| VT | Đội       | ST | T | H | B | BT  | BB  | HS  | Đ  | Giành quyền tham dự |
| -- | --------- | -- | - | - | - | --- | --- | --- | -- | ------------------- |
| 1  | Nga       | 5  | 5 | 0 | 0 | 165 | 147 | +18 | 10 | Tứ kết              |
| 2  | Pháp      | 5  | 4 | 0 | 1 | 118 | 93  | +25 | 8  | Tứ kết              |
| 3  | Thụy Điển | 5  | 2 | 1 | 2 | 150 | 141 | +9  | 5  | Tứ kết              |
| 4  | Hà Lan    | 5  | 1 | 2 | 2 | 135 | 135 | 0   | 4  | Tứ kết              |
| 5  | Hàn Quốc  | 5  | 1 | 1 | 3 | 130 | 136 | −6  | 3  |                     |
| 6  | Argentina | 5  | 0 | 0 | 5 | 101 | 147 | −46 | 0  |                     |

### Vòng loại trực tiếp
|  | Tứ kết      | Tứ kết     |            |    | Bán kết               | Bán kết               |  |  | Tranh huy chương vàng | Tranh huy chương vàng |
|  |             |            |            |    |                       |                       |  |  |                       |                       |
|  | 16 tháng 8  |            |            |    |                       |                       |  |  |                       |                       |
|  |             |            |            |    |                       |                       |  |  |                       |                       |
|  | Brasil      | 23         |            |    |                       |                       |  |  |                       |                       |
|  | Brasil      | 23         | 18 tháng 8 |    |                       |                       |  |  |                       |                       |
|  | Hà Lan      | 32         |            |    |                       |                       |  |  |                       |                       |
|  | Hà Lan      | 32         | Hà Lan     | 23 |                       |                       |  |  |                       |                       |
|  | 16 tháng 8  |            | Hà Lan     | 23 |                       |                       |  |  |                       |                       |
|  |             | Pháp       | 24         |    |                       |                       |  |  |                       |                       |
|  | Tây Ban Nha | Pháp       | 24         | 26 |                       |                       |  |  |                       |                       |
|  | Tây Ban Nha |            | 20 tháng 8 | 26 |                       |                       |  |  |                       |                       |
|  | Pháp (h.p)  | 27         |            |    |                       |                       |  |  |                       |                       |
|  | Pháp (h.p)  | 27         | Pháp       | 19 |                       |                       |  |  |                       |                       |
|  | 16 tháng 8  |            | Pháp       | 19 |                       |                       |  |  |                       |                       |
|  |             | Nga        | 22         |    |                       |                       |  |  |                       |                       |
|  | Thụy Điển   | Nga        | 22         | 20 |                       |                       |  |  |                       |                       |
|  | Thụy Điển   | 18 tháng 8 |            | 20 |                       |                       |  |  |                       |                       |
|  | Na Uy       | 33         |            |    |                       |                       |  |  |                       |                       |
|  | Na Uy       | 33         | Na Uy      | 37 |                       |                       |  |  |                       |                       |
|  | 16 tháng 8  |            | Na Uy      | 37 |                       |                       |  |  |                       |                       |
|  |             | Nga        | 38         |    | Tranh huy chương đồng | Tranh huy chương đồng |  |  |                       |                       |
|  | Nga         | Nga        | 38         | 31 | Tranh huy chương đồng | Tranh huy chương đồng |  |  |                       |                       |
|  | Nga         |            | 20 tháng 8 | 31 |                       |                       |  |  |                       |                       |
|  | Angola      | 27         |            |    |                       |                       |  |  |                       |                       |
|  | Angola      | 27         | Hà Lan     | 26 |                       |                       |  |  |                       |                       |
|  |             |            |            |    |                       |                       |  |  |                       |                       |
|  | Na Uy       | 36         |            |    |                       |                       |  |  |                       |                       |
|  | Na Uy       | 36         |            |    |                       |                       |  |  |                       |                       |

## Huy chương

### Bảng xếp hạng huy chương
| 1    | Đan Mạch | 1 | 0 | 0 | 1 |
| 1    | Nga      | 1 | 0 | 0 | 1 |
| 2    | Pháp     | 0 | 2 | 0 | 2 |
| 3    | Đức      | 0 | 0 | 1 | 1 |
| 3    | Na Uy    | 0 | 0 | 1 | 1 |
| Tổng | Tổng     | 2 | 2 | 2 | 6 |

### Danh sách huy chương
| Event | Vàng | Bạc | Đồng |
| ----- | --- | --- | --- |
| Nam   | Đan Mạch (DEN) · Niklas Landin Jacobsen · Mads Christiansen · Mads Mensah Larsen · Casper Ulrich Mortensen · Jesper Noddesbo · Jannick Green · Lasse Svan Hansen · Rene Toft Hansen · Henrik Mollgaard · Kasper Sondergaard · Henrik Toft Hansen · Mikkel Hansen · Morten Olsen · Michael Damgaard | Pháp (FRA) · Olivier Nyokas · Daniel Narcisse · Vincent Gérard · Nikola Karabatic · Kentin Mahé · Mathieu Grébille · Thierry Omeyer · Timothey N'Guessan · Luc Abalo · Cedric Sorhaindo · Michael Guigou · Luka Karabatic · Ludovic Fabregas · Adrien Dipanda · Valentin Porte          | Đức (GER) · Uwe Gensheimer · Finn Lemke · Patrick Wiencek · Tobias Reichmann · Fabian Wiede · Silvio Heinevetter · Hendrik Pekeler · Steffen Weinhold · Martin Strobel · Patrick Groetzki · Kai Häfner · Andreas Wolff · Julius Kühn · Christian Dissinger · Paul Drux            |
| Nữ    | Nga (RUS) · Anna Sedoykina · Polina Kuznetsova · Daria Dmitrieva · Anna Sen · Olga Akopyan · Anna Vyakhireva · Marina Sudakova · Vladlena Bobrovnikova · Victoria Zhilinskayte · Yekaterina Marennikova · Irina Bliznova · Ekaterina Ilina · Maya Petrova · Tatyana Yerokhina · Victoriya Kalinina | Pháp (FRA) · Laura Glauser · Blandine Dancette · Camille Ayglon · Allison Pineau · Laurisa Landre · Grace Zaadi · Marie Prouvensier · Amandine Leynaud · Manon Houette · Siraba Dembélé · Chloé Bulleux · Béatrice Edwige · Estelle Nze Minko · Gnonsiane Niombla · Alexandra Lacrabère | Na Uy (NOR) · Kari Aalvik Grimsbø · Mari Molid · Emilie Hegh Arntzen · Ida Alstad · Veronica Kristiansen · Heidi Løke · Nora Mørk · Stine Bredal Oftedal · Marit Malm Frafjord · Katrine Lunde · Linn-Kristin Riegelhuth Koren · Amanda Kurtović · Camilla Herrem · Sanna Solberg |